# Shivrati
Shivrati fou una thikana o jagir de l'antic principat de Mewar, formada per 18 pobles. La capital era Shivrati a uns 95 km al nord-est d'Udaipur (ciutat) i a 50 km de Kankroli.
La thikana fou concedida a Arjun Singh, quart fill del maharana de Mewar Sangram Singh II amb títol de maharaj; va lluitar contra Madhao Rao Scindia (Sindhia) quan va envair el país i contra els nobles que volien imposar un pretendent de nom Ratna o Ratan Singh el 1769; va ser a primera línia a la batalla de Gangrar contra el mahapurash i va portar els afers d'estat com a regent durant la minoria de Hamir Singh II (1773-1778).
Alguns dels darrers maharanes de Mewar foren adoptats i pertanyien a la dinastia de Shivrati. Suraj Mal no tenia descendents i va adoptar com successor a Kumar Dal Singh, fill del seu germà Daulat Singh (que havia estat adoptat pel thakur de Karjali) que va esdevenir hereu però fou assassinat el 1869 (vegeu Karjali) i la successió va passar al seu fill Gaj Singh.
Aquest fou regent a Mewar de Sajjan Singh (1874-1884) i en aquest temps va renunciar a la successió de Mewar i després va adoptar al seu germà petit Fateh Singh i el va fer adoptar pel Sajjan Singh (Fateh va esdevenir maharana de Mewar del 1884 al 1930); llavors va adoptar a Himmar Singh, que era el fill gran del seu germà petit, senyor de Karjali. Himmat fou un constructor de nombrosos edificis, aficionat a la pintura i protector de pintors, i col·leccionista d'antiguitats i d'objectes diversos. Encara vivia el 1903 i probablement fins alguns anys després. El darrer maharaj, Shivdan Singh, va governar fins al 1948 i va morir el març de 1975.

## Llista de maharajs
- Arjun Singh vers 1750-1780
- Shiv Singh
- Suraj Mal ?-1869
- Gaj Singh 1869-?
- Himmat Singh ?- després de 1903
- Shivdan Singh ?-1948, mort 1975

## Escut i bandera
La bandera de l'estat era triangular vermella, amb un sol radiant daurat, dins del qual un cap de rajput amb bigotes, coronat, també daurat, situat al centre de la bandera.
L'escut és de plata amb el sol radiant i sota l'esvàstica i inscripcions en lletres sànscrites als quatre costats. Sobre l'escut un shivling (objecte religiós propi de la secta dels shaivites) i sobre dues espases creuades (puntes amunt). L'escut és sostingut per dos cavalls, un de color marron i un de color blanc. Allà on toquen els cavalls l'escut surt un pal amb bandera vermella cap a cada costat, una portant un hanuman daurat i l'altra una imatge de Krishna també daurada. Els cavalls se sostenen sobre una decoració daurada que aguanta una cinta blava on hi ha inscrit el lema de l'estat en lletres sànscrites blanques. Entre l'escut i la cinta dues figures humanes, un bhil i un rajput.
Una imatge de la bandera i l'escut (a dos colors) es pot trobar en aquesta pàgina.